# Steve Bull
Steven George Bull, (född 28 mars 1965) f.d. engelsk fotbollsspelare med en lång och framgångsrik karriär i Wolverhampton Wanderers FC.
Han startade sin karriär i Tipton Town FC 1981. West Bromwich Albion FC kontrakterade Steve 1984. Han gjorde en handfull matcher i klubben i dåvarande högsta serien, som West Bromwich åkte ur 1986. Samma år köptes han av ärkerivalerna Wolves för 65 000 pund. Han stannade i Wolves till 1999, trots anbud från flera storklubbar. Under den tiden hann han slå fyra av klubbens målrekord. Han är Wolves bästa målgörare genom alla tider med 306 mål på 561 matcher, och är även den som gjort flest mål under en säsong, 52 mål i tävlingsmatcher säsongen 1987-88. Hans totalt 18 hattricks är även det klubbrekord.
Han spelade 13 matcher för engelska landslaget och gjorde 4 mål.
Debutmatchen för Wolves var mot Wrexham den 22 november 1986. Han spelade 561 ligamatcher i Wolves. När Bull lämnade Wolves gick han till Hereford United där det blev 12 matcher innan han lade av med fotbollen.
I juni 2003 döptes en av läktarna på Molineux Stadium, tidigare John Ireland Stand, om till Steve Bull Stand.

## Klubbar
- Hereford United Football Club  1999-2000
- Wolverhampton Wanderers FC 1986-1999
- West Bromwich Albion FC 1985-1986
- Tipton Town FC -1985